# Cimetière de la Villetta
Le cimetière de la Villetta (en italien, cimitero della Villetta) est situé à Parme.

## Histoire
Dès 1764, un premier projet prévoit de construire un cimetière en dehors des murs de Parme, au-delà de la porta Santa Croce, à proximité de l'hôpital de la Miséricorde.
Le projet est ré-examiné par Guillaume Du Tillot, alors Premier ministre du duché de Parme et Plaisance, sans suite. À la suite de l'édit de Saint-Cloud du 12 juin 1804 qui interdit les cimetières dans les zones urbaines, il est envisagé la réalisation de deux cimetières, porta Santa Croce et porta San Michele, projet abandonné en raison de son coût.
Le cimetière de la Villetta qui date de 1819 a finalement été réalisé dans la localité de San Pellegrino sous l'impulsion de Marie Louise, duchesse de Parme et épouse de Napoléon d'après un projet de l'architecte Giuseppe Cocconcelli. La forme initiale est celle d'un octogone.
Le nom La Villetta a pour origine le nom d'une villa du collège Lalatta et des Nobles, appelée aussi Casino Rosso, reconstruite, en 1679, par le Jésuites.
Au début du XXIe, à la suite d'un chantier, de nombreuses fosses communes comprenant un millier de corps sont retrouvés. Elles constituent le cimetière de l'hôpital de la Miséricorde qui fonctionna de 1785 à 1817.
Le cimetière de la Villetta est caractérisé par les tombes monumentales de nombreux personnages illustres :
- Niccolò Paganini, violoniste et compositeur
- Ildebrando Pizzetti, compositeur
- Giovanni Bottesini, contrebassiste, compositeur et directeur d'orchestre
- Giusto Dacci, musicien et professeur de musique
- Emilio Usiglio, compositeur et directeur d'orchestre
- Cleofonte Campanini, directeur d'orchestre
- Italo Campanini, ténor
- Giulio Ferrarini, directeur d'orchestre
- Edgardo Cassani, clarinettiste, compositeur et directeur d'orchestre
- Alceste De Ambris, syndicaliste
- Macedonio Melloni, physicien
- Carlo Alberto Dalla Chiesa, général des Carabiniers, préfet de Palerme
- Pietro Barilla, entrepreneur
- Andrea Borri, homme politique, ancien président de province
- Padre Lino Maupas, frère
- Monseigneur Evasio Colli, 66º évêque de Parme
- Paola Borboni, actrice,
- Monseigneur Silvio Cesare Bonicelli, 69º évêque de Parme
- Attilio Bertolucci, poète
- Alberto Bevilacqua (1934 – 2013) poète, romancier, cinéaste et journaliste italien.

## Source de la traduction
- (it) Cet article est partiellement ou en totalité issu de l’article de Wikipédia en italien intitulé « Cimitero della Villetta » (voir la liste des auteurs).